# جويل سينيور
جويل سينيور (بالإنجليزية: Joel Senior)‏ (7 ديسمبر 1987 بكينغستون في جامايكا - ) هو لاعب كرة قدم جامايكي في مركز الهجوم. شارك مع منتخب جامايكا تحت 20 سنة لكرة القدم ومنتخب جامايكا لكرة القدم. أما مع النوادي، فقد لعب مع نادي هاربور فيو وDelaware Dynasty ‏ وReal Maryland F.C. ‏.

## وصلات خارجية
- جويل سينيور على موقع الاتحاد الدولي (مؤرشف)  (الإنجليزية)
- جويل سينيور على موقع قاعدة بيانات كرة القدم.إي يو (الإنجليزية)
- جويل سينيور على موقع ناشيونال فوتبول تيمز (الإنجليزية)
- جويل سينيور على موقع Soccerway.com (الإنجليزية)